# Adesmia stenocaulon
Adesmia stenocaulon es una especie de planta floral del género Adesmia, categorizada en la tribu Dalbergieae, de la familia Fabaceae.

## Distribución
Especie nativa de Argentina. Crece en el bioma subártico.

## Taxonomía
Fue descrita por Hauman.
Tratamiento taxonómico
La especie aparece registrada y publicada en Anales de la Sociedad Científica Argentina 86: 275 (1918).